# GP Lugano 2017
De 71e editie van de wielerwedstrijd GP Lugano (Italiaans: Gran Premio Città di Lugano) werd gehouden op 7 mei 2017, met start en finish in Lugano. De wedstrijd maakte deel uit van de UCI Europe Tour 2017, in de categorie 1.HC. In 2015 won de Italiaan Sonny Colbrelli. Deze editie werd gewonnen door zijn landgenoot Iuri Filosi. Slechts 38 van de 107 gestarte renners bereikten de eindstreep. Veertien teams namen deel aan deze editie.

## Uitslag
| Gran Premio Città di Lugano 2017 |                      |                        |          |
| Plaats                           | Naam                 | Ploeg                  | Tijd     |
| Winnaar                          | Iuri Filosi          | Nippo-Vini Fantini     | 5u04'13" |
| 2                                | Marco Frapporti      | Androni Giocattoli     | z.t.     |
| 3                                | Davide Orrico        | Sangemini-MG.Kvis      | + 17"    |
| 4                                | Daniel Turek         | Israel Cycling Academy | + 19"    |
| 5                                | Andrea Vendrame      | Androni Giocattoli     | + 1' 17" |
| 6                                | Marco Canola         | Nippo-Vini Fantini     | + 1' 22" |
| 7                                | Francesco Bongiorno  | Sangemini-MG.Kvis      | z.t.     |
| 8                                | Vegard Stake Laengen | UAE Team Emirates      | z.t.     |
| 9                                | Alessandro Bisolti   | Nippo-Vini Fantini     | z.t.     |
| 10                               | José Manuel Díaz     | Israel Cycling Academy | z.t.     |

1981 · 
1982 · 
1983 · 
1984 · 
1985 · 
1986 ·  
1987 · 
1988 · 
1989 · 
1990 · 
1991 · 
1992 · 
1993 · 
1994 · 
1995 · 
1996 · 
1997 · 
1998 · 
1999 · 
2000 ·
2001 ·
2002 ·
2003 ·
2004 ·
2005 ·
2006 ·
2007 ·
2008 ·
2009 ·
2010 ·
2011 ·
2012 ·
2013 ·
2014 ·
2015 ·
2016 ·
2017 ·
2018 ·
2019 ·
2020 ·
2021 ·
2022 ·
2023 ·